# Jean-François Huguenin
Pour les articles homonymes, voir Huguenin.
Jean-François Auguste Huguenin est un homme politique français né le 9 avril 1814 à La Rosière (Haute-Saône) et mort le 2 juillet 1880 à Lure (Haute-Saône).

## Biographie
Avocat à Lure en 1836, il est conseiller municipal et opposant à la Monarchie de Juillet. Il est député de la Haute-Saône de 1849 à 1851, siégeant à gauche et votant souvent avec le groupe d'extrême gauche de la Montagne. Opposé au Second Empire, il est emprisonné deux mois et s'exile à Nice. Il revient en 1859, lors de l'amnistie. Il refuse d'occuper des fonctions pour ne pas avoir à prêter serment à l'empereur. Il est procureur au tribunal de Lure après le 4 septembre 1870.

## Source bibliographique
- « Jean-François Huguenin », dans Adolphe Robert et Gaston Cougny, Dictionnaire des parlementaires français, Edgar Bourloton, 1889-1891 [détail de l’édition]